# عديم الحراشف
عديم الحراشف (الاسم العلمي: Anoplolepis)، جنس نمل من فصيلة النمليات. يوجد بشكل رئيسي في الإقليم المداري الإفريقي، مع وجود عدد قليل من الأنواع المحلية المعروفة في مدغشقر ومناطق إقليم هندوملاوي (وبعضها أُدخل إلى أماكن أخرى).

## الأنواع
- Anoplolepis carinata (Emery, 1899)
- Anoplolepis custodiens (Smith, 1858)
- Anoplolepis fallax (Mayr, 1865)
- نملة صفراء مجنونة (Smith, 1857)
- Anoplolepis nuptialis (Santschi, 1917)
- Anoplolepis opaciventris (Emery, 1899)
- Anoplolepis rufescens (Santschi, 1917)
- Anoplolepis steingroeveri (Forel, 1894)
- Anoplolepis tenella (Santschi, 1911)